# Yutong
Yutong (кит. упр. 宇通, палл. Юйтун, официально — Zhengzhou Yutong Group Co., Ltd. (кит. трад. 鄭州宇通客車股份有限公司, упр. 郑州宇通客车股份有限公司) — китайская компания, производитель коммерческого транспорта: автобусов, электробусов и троллейбусов. Штаб-квартира компании находится в городском округе Чжэнчжоу в провинции Хэнань. В производстве автобусов компания использует комплектующие таких фирм, как MAN, ZF, Wabco, Dana, Cummins, Eaton, Allison, Nissan, Hino. Компания Yutong является крупнейшим производителем автобусов в мире. Годовой объем продаж марки на 2023 год составлял свыше 40 тыс. единиц.

## Номенклатура продукции

### Малый класс
- Yutong ZK6737D — городской автобус длиной 7,3 метра, c 22—29 сиденьями, дизель Cummins EQB 140-20, мощность — 140 л. с.

### Средний класс
- Yutong ZK6831Н — туристическая модель длиной 8,3 м. Мест для сидения — 30 (31). Багажное отделение 2,6 кубометра. Турбодизель Cummins B 215—20, мощность — 215 л. с.
- Yutong ZK6831НG — городской низкопольный автобус, разработанный совместно с фирмой MAN, c 25 (26) сиденьями. Турбодизель Cummins B 215—20, мощность — 215 л. с.

### Большой класс
- Yutong ZK6118HA — туристические и междугородные автобусы длиной 11,5 м. Мест для сидения — 47—49. Дизель Cummins С 300-20, мощность — 300 л. с.
- Yutong ZK6118HGA — городской низкопольный автобус для маршрутов с высоким пассажиропотоком. Длина 11,6 м. Мест — 35+64 (посадочных и стоячих мест). Дизель Cummins ISLe, мощность — 290 л. с., «Евро 3».
- Yutong ZK6116HG — полунизкопольный городской автобус длиной 11,0 м. Мест для сидения — 75—85.
- Yutong ZK6120HGM — городской низкопольный автобус для маршрутов с высоким пассажиропотоком. Длина 11,6 м. Мест — 22+76 (посадочных и стоячих мест). АКПП Allision T325R. Газовый дизель Cummins CGE4, мощность — 280 л. с., «Евро 4».
- Yutong ZK6129H — туристический автобус длиной 12 метров, с 45—47 удобными креслами. Двигатель Cummins L 360—20. Багажник — 8,4 кубометра. Скорость до 125 км/ч. Дизель Cummins ISLE 340-40, мощность — 360 л. с., «Евро 4».
- Yutong ZK6890HGQ
- Электробус Yutong U12

## Галерея

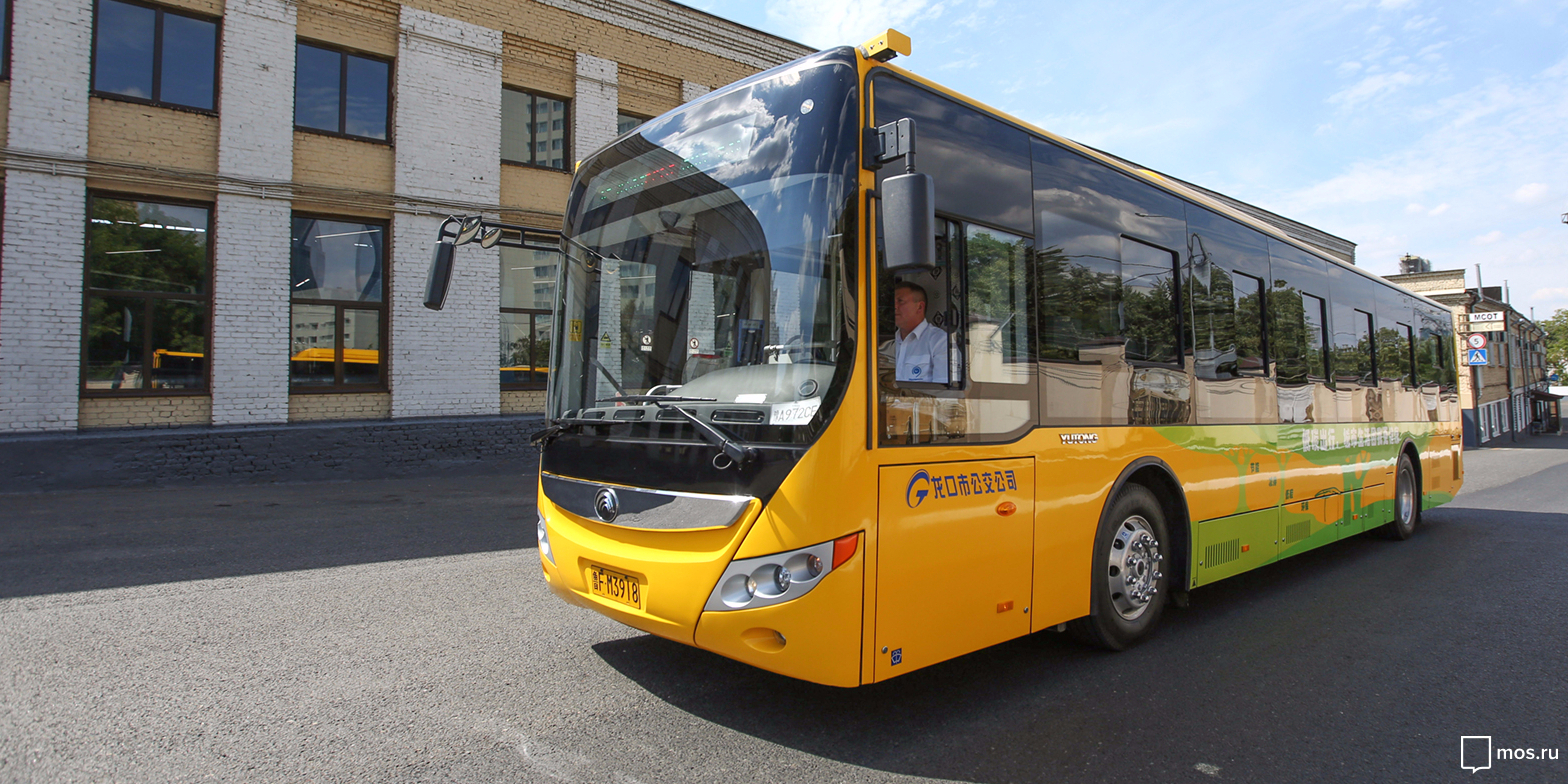
Электробус Yutong E12 (ZK6125BEVG12) на испытаниях в Москве в 2017 году
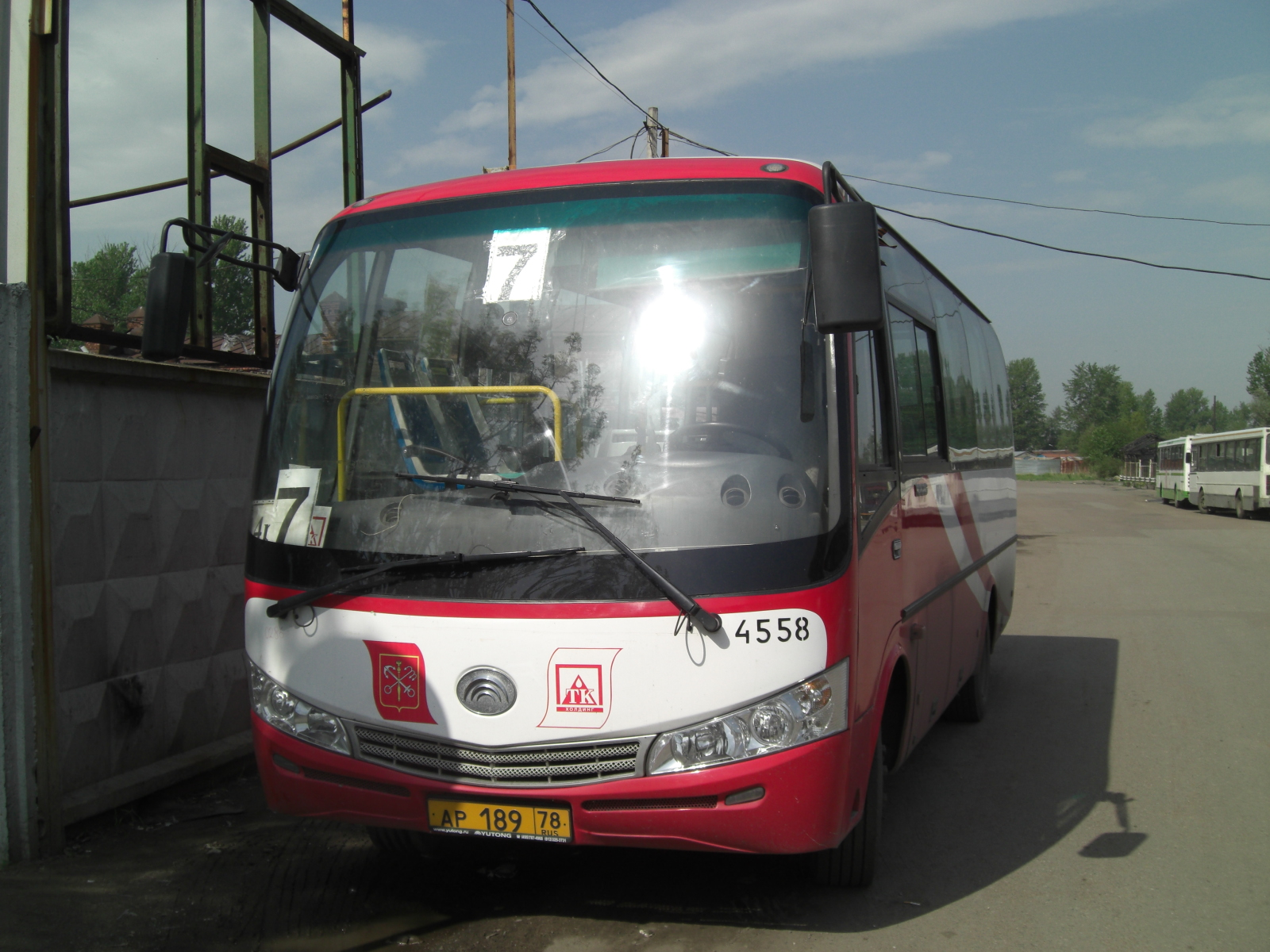
Yutong ZK6737D ООО «ПТК» в Санкт-Петербурге
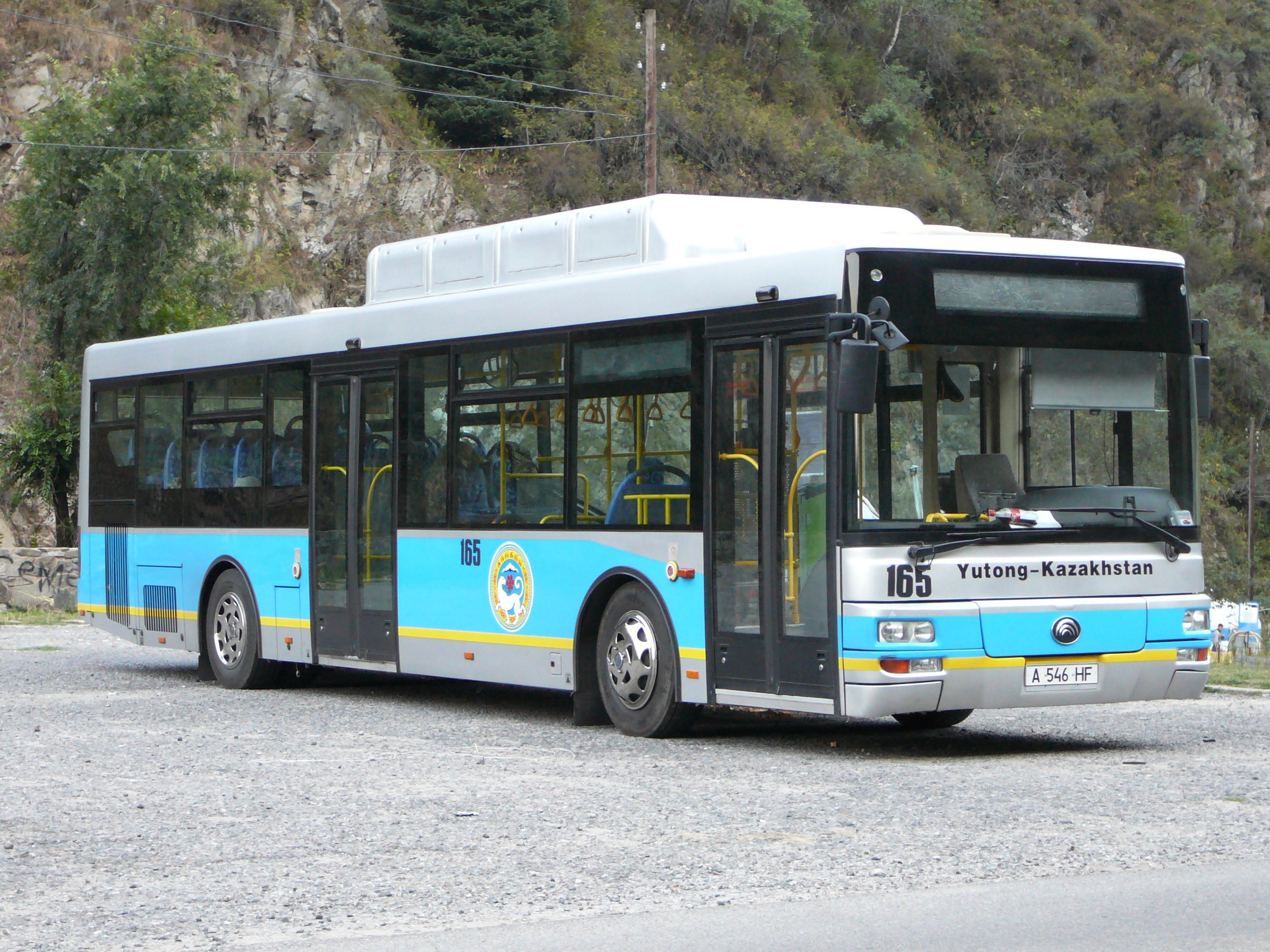
Yutong ZK6120HGM  «Алматыэлектротранс» с газодизельной силовой установкой в городе Алма-Ата
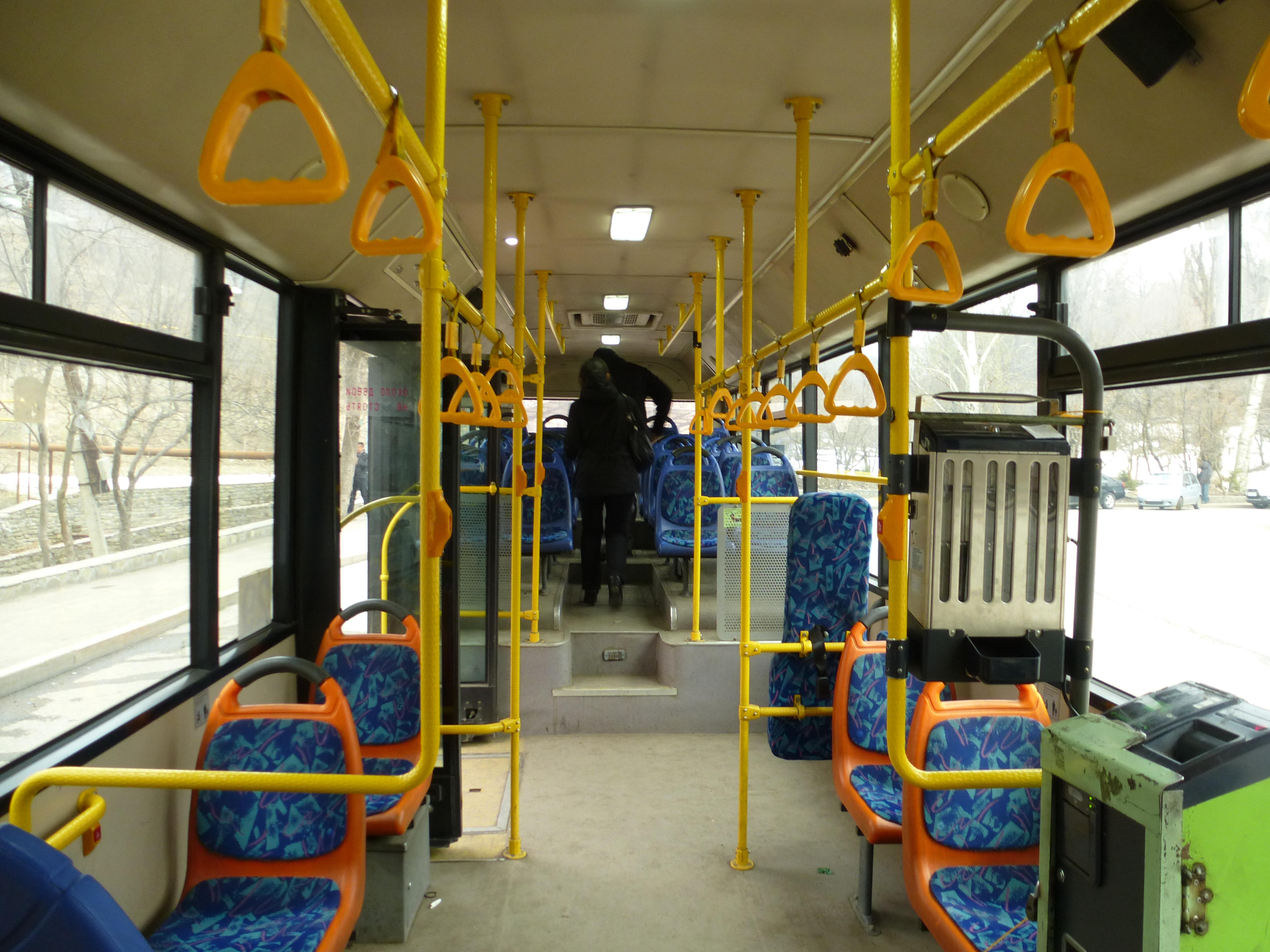
Задняя часть салона автобуса Yutong ZK6120HGM
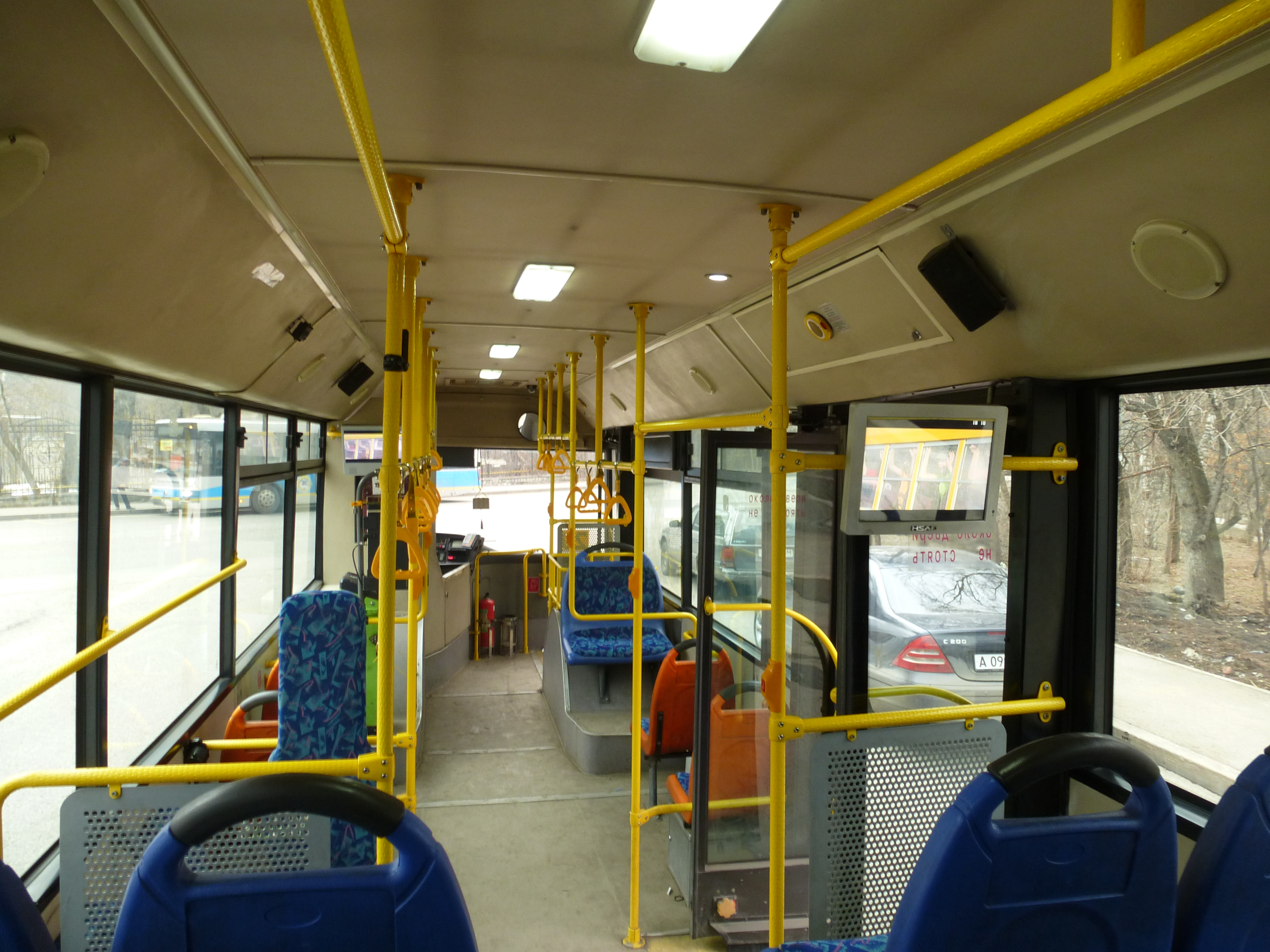
Передняя часть салона автобуса Yutong ZK6120HGM
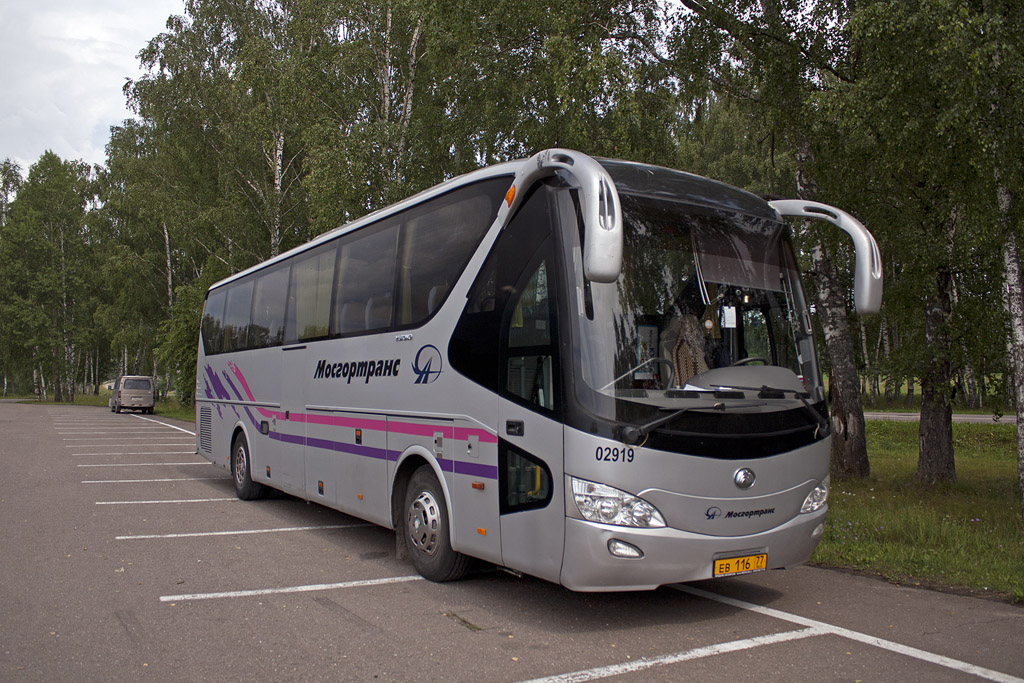
Туристический автобус Yutong ZK6129H
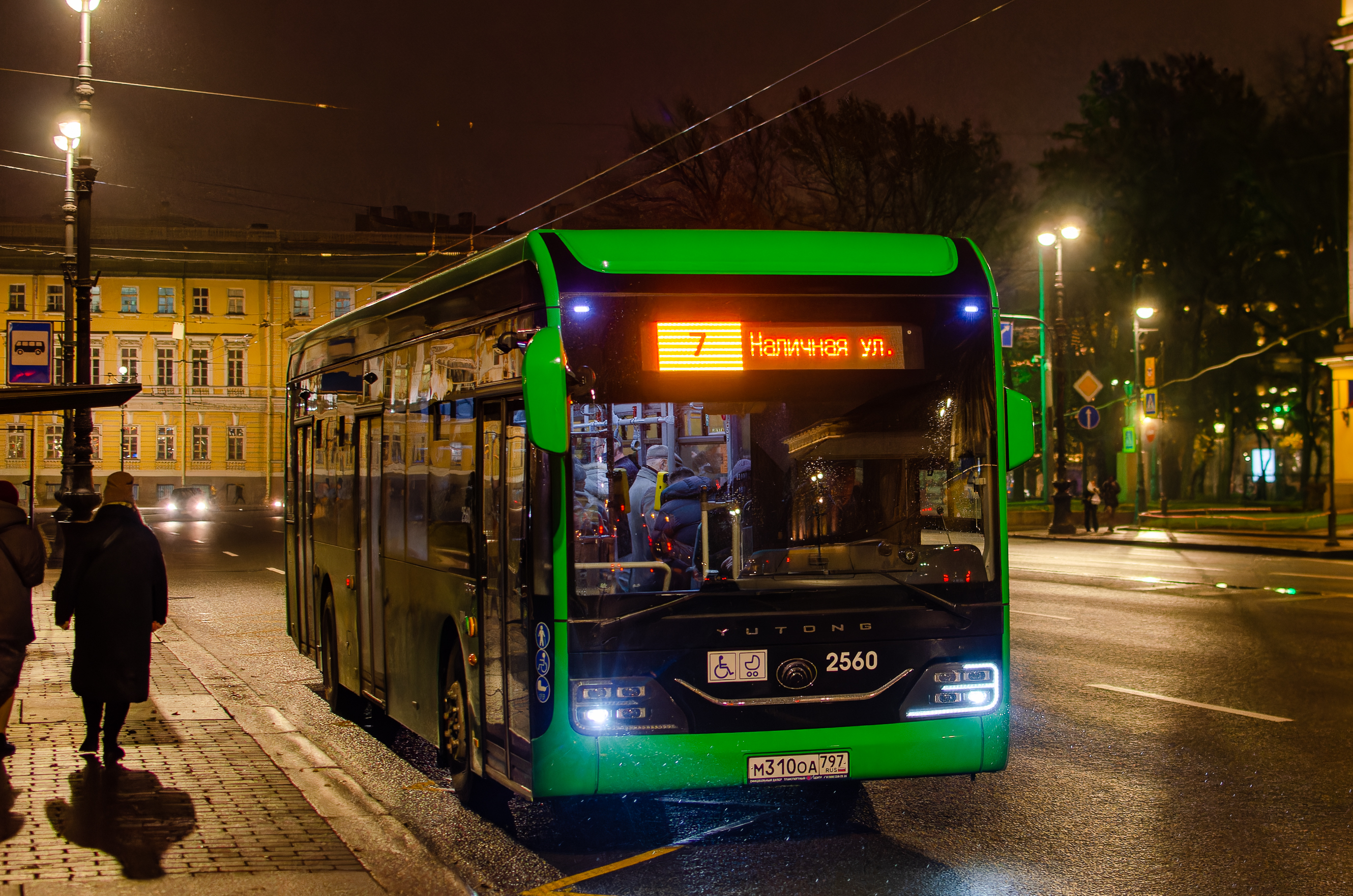
Электробус Yutong U12  в тестовой эксплуатации в Санкт-Петербурге
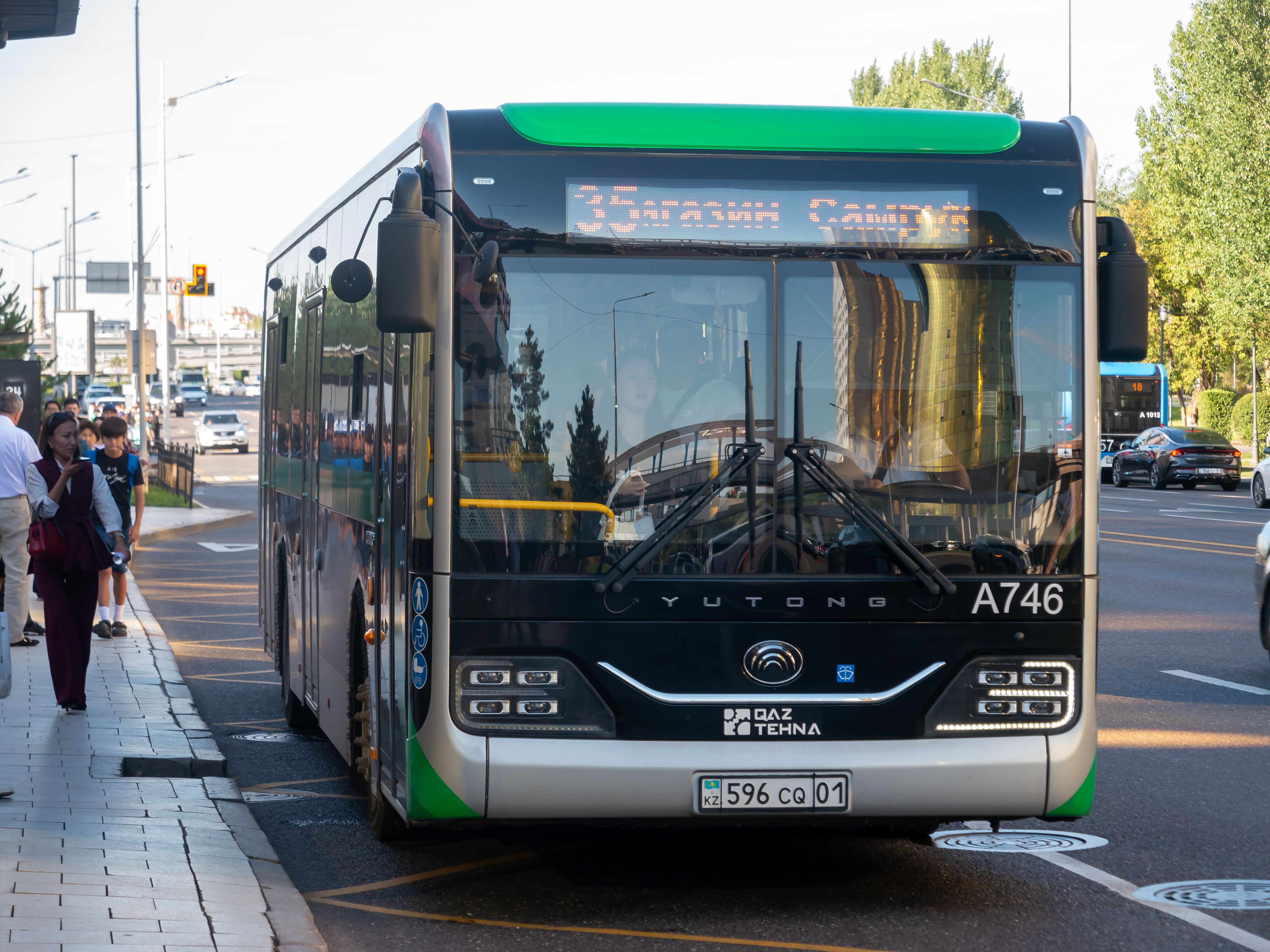
Автобус Yutong ZK6831НG «Qaztehna» в Астане